# Arne Friedrich
Arne Friedrich, nemški nogometaš, * 29. maj 1979, Bad Oeynhausen, Severno Porenje - Vestfalija, Zahodna Nemčija.
Friedrich je upokojen nogometni branilec.